# David O’Leary (Fußballspieler)
David Anthony O’Leary (* 2. Mai 1958 in London) ist ein ehemaliger irischer Fußballspieler und -trainer. Mit 722 Einsätzen ist er Rekordspieler des FC Arsenal.

## Leben
Der in London geborene Sohn irischer Eltern unterzeichnete 1973 einen Vertrag bei Arsenal London. Schon mit 17 Jahren und drei Monaten debütierte er in der Ligamannschaft von Arsenal und kam in seiner ersten Saison 1975/76 auf 27 Spiele. Ab der darauffolgenden Saison war er zehn Jahre lang, mit einer Verletzungsunterbrechung, Stammspieler mit jährlich über 40 Pflichtspieleinsätzen auf der Position eines Innenverteidigers. Nach einer schwereren Verletzung kam er von 1987 bis 1992 immer noch jede Saison auf über zwanzig Ligaeinsätze, auch wenn er teilweise auf die Position des rechten Außenverteidigers ausweichen musste. Insgesamt war er mit 722 Einsätzen für Arsenal Rekordspieler des Vereins, davon absolvierte er 558 Einsätze in der Football League First Division und nach 1992 in der Premier League. 1989 und 1991 wurde Arsenal mit O’Leary Englischer Fußball-Meister. 1979 und 1993 gewann er den FA Cup und 1987 und 1993 den League Cup. Das FA-Cup-Finale 1993 war sein letztes Spiel für Arsenal. 1993/94 wechselte er zu Leeds United, wo er noch weitere zehn Erstligaeinsätze absolvierte. Er erzielte während seiner Karriere 14 Treffer in der First Division.
Bereits 1976 debütierte O’Leary in der irischen Nationalmannschaft, wo er anfangs gemeinsam mit seinen Londoner Vereinskameraden Liam Brady und Frank Stapleton spielte. Bis 1993 kam O’Leary auf 68 Länderspieleinsätze, wobei er Mitte der 1980er Jahre eine längere Pause einlegte, nachdem er sich wegen einer Nichtnominierung mit Trainer Jack Charlton überworfen hatte. Nach einer längeren Pause kehrte O’Leary zur Fußball-Weltmeisterschaft 1990 in den irischen Kader zurück. Im Achtelfinale gegen Rumänien wechselte Charlton in der Verlängerung O’Leary ein, der dann im Elfmeterschießen den letzten und entscheidenden Elfmeter verwandelte und Irland damit ins Viertelfinale schoss. Sein einziges Länderspieltor in der regulären Spielzeit erzielte O’Leary in einem Europameisterschaftsqualifikationsspiel gegen die Türkei.
Nach seiner Spielerkarriere war er von 1998 bis 2002 bei Leeds United als Trainer angestellt. Ab der Saison 2002/03 war er Trainer des englischen Premier-League-Vereins Aston Villa. Seit seiner Demission im Juli 2006 ist er nicht als Trainer aktiv, schreibt aber für die Irish Sun über Fußball. O’Leary lebt momentan in dem kleinen Dorf Sicklinghall in der Nähe von Harrogate, North Yorkshire.
David O’Learys Bruder Pierce O’Leary war 1979 und 1980 siebenfacher Nationalspieler für Irland.

## Erfolge
- Englischer Fußball-Meister: 1989, 1991
- FA Cup: 1979, 1993
- League Cup: 1987, 1993

## Soziales Engagement
O’Leary engagiert sich als Botschafter für Show Racism the Red Card.